# Spring Lake (Nova Jersey)
Spring Lake és una població dels Estats Units a l'estat de Nova Jersey. Segons el cens del 2007 tenia 3.509 habitants.

## Demografia
Segons el cens del 2000, Spring Lake tenia 3.567 habitants, 1.463 habitatges, i 983 famílies. La densitat de població era de 1.051,3 habitants/km².
Dels 1.463 habitatges en un 23% hi vivien nens de menys de 18 anys, en un 57,8% hi vivien parelles casades, en un 7,2% dones solteres, i en un 32,8% no eren unitats familiars. En el 29,5% dels habitatges hi vivien persones soles el 16,4% de les quals corresponia a persones de 65 anys o més que vivien soles. El nombre mitjà de persones vivint en cada habitatge era de 2,43 i el nombre mitjà de persones que vivien en cada família era de 3,03.
Per edats la població es repartia de la següent manera: un 21,8% tenia menys de 18 anys, un 4,5% entre 18 i 24, un 19,6% entre 25 i 44, un 28,9% de 45 a 60 i un 25,1% 65 anys o més.
L'edat mediana era de 48 anys. Per cada 100 dones de 18 o més anys hi havia 83,2 homes.
La renda mediana per habitatge era de 89.885 $ i la renda mediana per família de 103.405 $. Els homes tenien una renda mediana de 88.924 $ mentre que les dones 41.000 $. La renda per capita de la població era de 59.445 $. Cap de les famílies i el 2,6% de la població estaven per davall del llindar de pobresa.

## Poblacions més properes
El següent diagrama mostra les poblacions més properes.